# Saadi Al Munla
Saadi Al Munla (1890-1975) là một chính trị gia Liban và là cựu thủ tướng Liban. Ông cũng từng là bộ trưởng kinh tế.

## Thiếu thời và giáo dục
Munla sinh ra trong một gia đình Sunni ở Tripoli. Ông học ngành luật.

## Sự nghiệp chính trị
Munla làm luật sư. Sau đó, ông trở thành nghị sĩ của nghị viện Liban. Ông từng được bổ nhiệm làm thủ tướng năm 1946. Nhiệm kỳ của ông kéo dài từ ngày 22 tháng 5 đến ngày 14 tháng 12 năm 1946 dưới thời tổng thống Bechara El Khoury. Ông cũng là bộ trưởng kinh tế trong thời gian này. Ông còn là một cấp dưới của Rashid Karami.